# Marcus Kimball
Pour les articles homonymes, voir Kimball.
Marcus Richard Kimball, baron Kimball (18 octobre 1928 - 26 mars 2014) est un homme politique conservateur britannique.

## Jeunesse
Fils du major Lawrence Kimball il est né à Marylebone, Londres et fait ses études au Collège d'Eton et Trinity College, Cambridge. Il devient agriculteur et souscripteur de la Lloyd's. Il est conseiller au conseil du comté de Rutland et commande un escadron du Leicestershire Yeomanry.

## Carrière politique
Kimball se présente à Derby South en 1955.
Il est député de Gainsborough d'une élection partielle de 1956 à 1983. Alors qu'il représente cette circonscription, il écrit au Premier ministre Margaret Thatcher, après l'invasion des îles Falkland par l'Argentine, qu'il estime que le gouvernement britannique devrait « laisser les Argentins avoir les Malouines avec le moins de tracas possible ». Cette lettre, apparemment écrite à l'insu de son parti de circonscription, reste secrète jusqu'à ce qu'elle soit révélée par la publication d'une partie des archives Thatcher en 2013.
Selon sa nécrologie, il traitait ses électeurs de la même manière qu'il traitait les locataires de ses domaines de Market Harborough et d'Altnaharra, conseillant aux députés potentiels de ne pas promettre de subir des chirurgies et de ne pas vivre dans la circonscription à moins d'être sûrs qu'il y avait une bonne chasse locale.
Kimball s'oppose à une taxation séparée pour les femmes en 1978, affirmant que les femmes avaient juste à remettre la facture à leur mari.
Fait chevalier en 1981, Kimball reçoit par la suite une pairie à vie en tant que baron Kimball, d'Easton dans le comté de Leicestershire le 9 mai 1985.

## Défenseur de la chasse
Fervent chasseur, Kimball est co-maître du Fitzwilliam Hunt en 1952 et 1953 et du Cottesmore Hunt de 1953 à 1958. Il est président de la British Field Sports Society de 1966 à 1982 et son président de 1996 à 1998. Il est vice-président de l'organisation qui lui succède, la Countryside Alliance à partir de 1998.
En mars 1993, il est nommé président du British Greyhound Racing Trust, poste qu'il occupe jusqu'en 1996,. Il occupe également des postes de direction dans des organisations de saut d'obstacles, d'élevage de chevaux légers et au Collège royal des chirurgiens vétérinaires.
Il est décédé à l'âge de 85 ans le 26 mars 2014.